# Estadio Tomateros
El Estadio Tomateros está ubicado en la ciudad de Culiacán, Sinaloa. Es la casa de los Tomateros de Culiacán, equipo de béisbol profesional que participa en la Liga Mexicana del Pacífico. El estadio fue inaugurado el 9 de octubre de 2015, los Charros de Jalisco fueron derrotados 2-0 por los Tomateros de Culiacán en el juego inaugural de la Temporada 2015-16 de la Liga Mexicana del Pacífico.
Previo al primer juego oficial, el Estadio fue testigo de la visita del Comisionado de las Grandes Ligas, Rob Manfred, quien asistió a Culiacán para ser testigo de la apertura.
El estadio Tomateros ha sido escenario de 3 series finales, 3 campeonatos de Liga Mexicana del Pacífico y 1 serie del Caribe.

## Historia
Anteriormente los Tomateros de Culiacán jugaban en el Estadio General Ángel Flores, el cual se utilizó durante 66 años, sin embargo en febrero de 2015 el estadio se demolió en su totalidad y en el mismo terreno se construyó el nuevo estadio.
El 17 de julio de 2013 se anunció la construcción de un nuevo estadio de béisbol en la ciudad de Culiacán, el 18 de julio se iniciaron los trabajos de construcción del nuevo estadio, los cuales estaban contemplados terminar para agosto de 2014, sin embargo, los trabajos se retrasaron porque un grupo de ciudadanos interpusieron un amparo para evitar la demolición del Estadio General Ángel Flores.
Para el 18 de julio de 2014, se anunció que un juez aprobó la demolición del Estadio General Ángel Flores, la cual se realizó en febrero de 2015.

## Características
El Estadio Tomateros de Culiacán tiene una capacidad de 20,000 aficionados, 41 locales de alimentos y bebidas para dar servicio a todos los aficionados de cualquier área del estadio, más de 50 pantallas para seguir el juego y ver repeticiones desde las butacas o desde el área de comida y 38 suites. Además, una serie de rampas de acceso y elevadores instalados desde el nivel de la calle hasta el 2do. brindan acceso a personas con movilidad reducida o familias con carriolas a cualquier nivel.

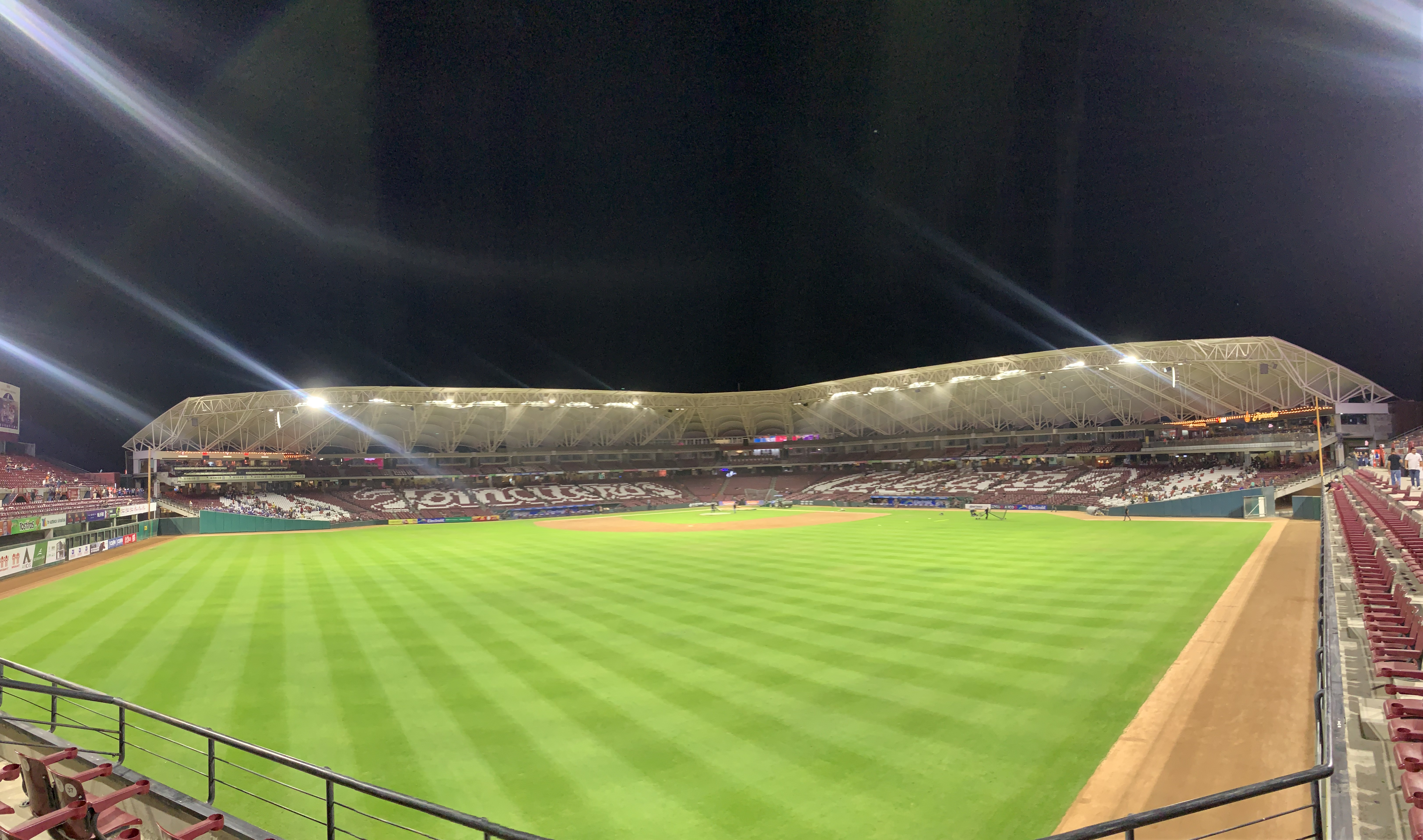
Vista panorámica del estadio hacia zona numerada.

Cuenta con una pantalla gigante HD de 11 metros de alto por 33 metros de base, más dos pantallas laterales de 6 metros de alto por 40 metros de base cada una; dando un total de 843 m² de proyección audiovisual. Adicionalmente, en 2021 se incorporará un sistema de luminarias leds que permitirá un encendido inmediato y un show de luces comparable a Grandes Ligas, lo que generará una experiencia inolvidable para los aficionados.
Dentro del estadio se encuentra la tienda oficial Tomateros BeisShop, con un área de museo donde están los trofeos de campeonatos, una línea del tiempo con la historia de Tomateros y un espacio para que se puedan tomar fotos. 

### Nivel 1
- Museo oficial de la historia de Tomateros.
- Tienda de souvenirs.
- 5 accesos para espectadores.
- Taquillas.
- Amplias banquetas arborizadas.

### Nivel 2
- Pantalla HD de 33 x 11 m.Parte trasera de la pantalla principal.

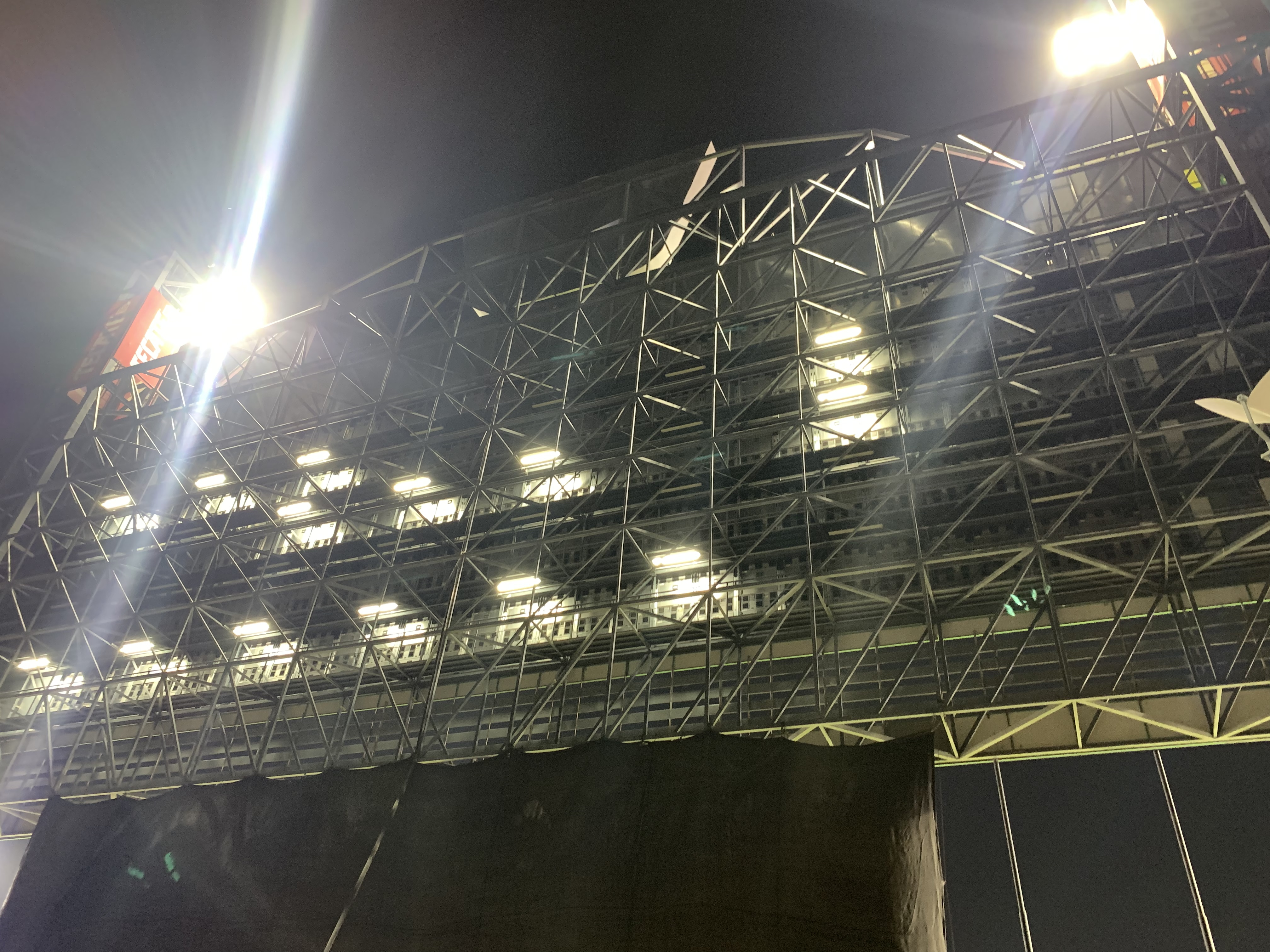
Parte trasera de la pantalla principal.

- 164 palcos élite con capacidad para 6 personas.
- Área de butacas numeradas.
- 250 espacios para personas con capacidades diferentes.
- Vestíbulo de 360 grados que rodeara todo el estadio.
- Zona de locales comerciales.
- Área de pícnic al aire libre.

### Nivel 3
- 38 Suites con capacidad para 20 personas.
- 248 palcos plateas con capacidad para 8 personas.
- Zona de locales comerciales.
- Restaurante VIP que abrirá todo el año.

### Nivel 4
- Zona de producción.
- Área de prensa.